# Mischocyttarus adolphi
Mischocyttarus adolphi är en getingart som beskrevs av Zikan 1949. Mischocyttarus adolphi ingår i släktet Mischocyttarus och familjen getingar. Inga underarter finns listade i Catalogue of Life.